# Lawrence Landweber

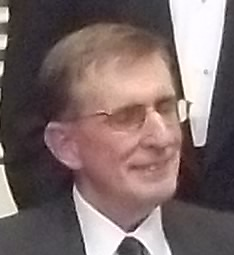
Lawrence Landweber 2012 bei einem Treffen der Mitglieder der Internet Hall of Fame

Lawrence Hugh Landweber (* 1942) ist ein US-amerikanischer Informatiker.
Lawrence Landweber erhielt seinen B.Sc. in Mathematik am Brooklyn College und promovierte 1967 bei Büchi zum Ph.D. an der Purdue University. Er ist seit 1967 Professor am Computer Sciences Department der University of Wisconsin.
Durch seine initiative Rolle beim Aufbau des Internets seit 1982 ist er bekannt geworden. Er hat wesentlich zu den interkontinentalen Internetverbindungen beigetragen.